# Tannay VD
| VD ist das Kürzel für den Kanton Waadt in der Schweiz. Es wird verwendet, um Verwechslungen mit anderen Einträgen des Namens Tannay zu vermeiden. |

Tannay ist eine politische Gemeinde im Distrikt Nyon des Kantons Waadt in der Schweiz.

## Geographie

Luftbild aus 500 m von Walter Mittelholzer (1930)

Tannay liegt auf 410 m ü. M., im äussersten Südwesten der Waadt, 12 km nördlich der Stadt Genf (Luftlinie). Das Dorf erstreckt sich nahe dem Westufer des Genfersees auf einem leicht gegen den See hin abfallenden Hang, nördlich des kleinen Taleinschnitts des Baches Nant.
Die Fläche des 1,8 km² grossen Gemeindegebiets umfasst einen kleinen Abschnitt am Westufer des Genfersees. Der Gemeindeboden erstreckt sich vom Seeufer westwärts über den Uferrandstreifen und auf den angrenzenden Höhenrücken. Die höchste Erhebung von Tannay erreicht 463 m ü. M. Die westliche Grenze des Gemeindegebietes verläuft entlang des kanalisierten Creuson, eines Seitenbaches der Versoix. Die südliche Grenze wird zunächst vom Bach Torry und nach seiner Mündung in den Nant von diesem gebildet. Der Nant, der direkt in den Genfersee mündet, hat sich bei Tannay ein kleines Tal geschaffen. Von der Gemeindefläche entfielen 1997 34 % auf Siedlungen, 14 % auf Wald und Gehölze, 51 % auf Landwirtschaft und rund 1 % war unproduktives Land.
Zu Tannay gehören ausgedehnte Einfamilienhausquartiere. Nachbargemeinden von Tannay sind Mies, Chavannes-des-Bois, Commugny und Coppet.

## Bevölkerung
Mit 1734 Einwohnern (Stand 31. Dezember 2023) gehört Tannay zu den mittelgrossen Gemeinden des Kantons Waadt. Von den Bewohnern sind 70,7 % französischsprachig, 10,0 % deutschsprachig und 9,1 % englischsprachig (Stand 2000). Die Bevölkerungszahl von Tannay belief sich 1900 auf 135 Einwohner. Nach 1960 (360 Einwohner) setzte eine rasante Bevölkerungszunahme mit einer Verdreifachung der Einwohnerzahl innerhalb von 40 Jahren ein.

## Wirtschaft
Tannay war bis Mitte des 20. Jahrhunderts ein hauptsächlich durch die Landwirtschaft geprägtes Dorf. Heute spielt die Landwirtschaft nur noch eine kleine Rolle als Erwerbsquelle der Dorfbevölkerung; sie konzentriert sich auf den Ackerbau. Arbeitsplätze sind im lokalen Gewerbe und im Dienstleistungssektor vorhanden. In den letzten Jahrzehnten hat sich das Dorf dank seiner attraktiven Lage zu einer Wohngemeinde entwickelt. Viele Erwerbstätige sind Wegpendler, die vor allem in Genf arbeiten.

## Verkehr
Die Gemeinde ist verkehrstechnisch gut erschlossen. Sie liegt an der Strasse von Versoix nach Divonne-les-Bains. Am 24. April 1858 wurde die Bahnstrecke von Coppet nach Versoix mit einer Haltestelle in Tannay in Betrieb genommen. Dem Seeufer entlang verläuft die Hauptstrasse 1.

## Geschichte
Die erste urkundliche Erwähnung des Ortes erfolgte 1390 unter dem Namen Taney. Tannay gehörte im Mittelalter zur Herrschaft Coppet. Mit der Eroberung der Waadt durch Bern im Jahr 1536 kam das Dorf unter die Verwaltung der Vogtei Nyon. Nach dem Zusammenbruch des Ancien Régime gehörte Tannay von 1798 bis 1803 während der Helvetik zum Kanton Léman, der anschliessend mit der Inkraftsetzung der Mediationsverfassung im Kanton Waadt aufging. 1798 wurde es dem Bezirk Nyon zugeteilt.

## Sehenswürdigkeiten
Das Schloss von Tannay wurde in der ersten Hälfte des 17. Jahrhunderts erbaut und im 19. sowie im 20. Jahrhundert mehrfach restauriert und umgebaut. Es beherbergt heute die Gemeindeverwaltung. Tannay besitzt keine eigene Kirche, es gehört zur Pfarrei Commugny.